# The Sleeping Tiger
The Sleeping Tiger és una pel·lícula de cinema negre de 1954 protagonitzada per Alexis Smith i Dirk Bogarde. Va ser la primera pel·lícula de Joseph Losey al Regne Unit, que va dirigir sota el pseudònim de Victor Hanbury ja que es trobava a la llista negra de Hollywood durant el maccarthisme.

## Argument
Una nit, Frank Clemmons (Dirk Bogarde), amenaça a punta de pistola al metge Clive Esmond (Alexander Knox), però el doctor Esmond aconsegueix controlar-lo. Frank té dues opcions: pot anar a la presó o pot ser convidat a la casa del doctor Esmond, on serà una cobaia humana examinada pel doctor Esmond, que té com a objectiu curar-lo de la seva criminalitat. Frank accepta la segona opció. Glenda (Alexis Smith), esposa del doctor Esmond, torna de vacances de París i es veu afectada quan veu el nou hoste a la llar. Glenda té reserves sobre Frank i es comporta de manera freda i inquietant cap a ell.
Frank és analitzat regularment pel doctor Esmond, que està decidit a arribar a l'arrel de la seva criminalitat. Entre sessió i sessió també va a cavall amb Glenda. Tot i que al principi li resulta indiferent, Glenda aviat es troba atreta per Frank. Amb ajut d'un amic. Frank abandona la casa una nit i roba algunes joies. Un inspector li pregunta sobre el crim, però ell nega haver-lo comès. Un temps després, Frank introdueix Glenda al Metro, un discret club de Soho on aprofundeix la seva conflictiva atracció per ell. Aviat comencen una aventura, que es produeix l'endemà després de l'intent de Glenda de castigar Frank pel seu comportament violent cap a la donzella, Sally (Patricia McCarron).
Frank i Glenda continuen amb la seva aventura, cosa que compromet el doctor Esmond i esbalaeix els sentiments conflictius de Glenda. Mentrestant el promès de Sally visita al doctor Esmond per queixar-se del maltractament que ha tingut que suportar de Frank i amenaça de dir-li-ho a la policia, però el doctor li paga 100 £ pel seu silenci. Frank du a terme un altre robatori. Quan la policia li pregunta, el doctor Esmond acaba mentint en nom de Frank. Això es deu al relat tràgic que li dona Frank de la seva joventut, marcada per un pare tirànic que el va entregar a les autoritats després d'un robatori.
Esmond aviat comença a actuar com una figura paterna envers Frank. Això desperta la gelosia de Glenda, qui demana a Frank que fugi amb ella. Però l'experiment ha acabat i Frank decideix entregar-se a la policia. Glenda es presenta histèrica davant el seu marit i afirma que Frank l'ha agredit. El doctor Esmond aleshores puja a dalt amb una pistola i afirma que ha disparat a Frank. Glenda queda desconcertada i acaba declarant el seu amor per Frank. Després descobreix que Frank s'ha limitat a escapar. Es fiquen al cotxe i se'n van. La histèrica Glenda gira per evitar un camió, però s'estavella a la cartellera. Frank sobreviu, però Glenda mor a l'instant.

## Repartiment
- Dirk Bogarde - Frank Clemmons
- Alexis Smith - Glenda Esmond
- Alexander Knox - Dr. Clive Esmond
- Hugh Griffith - Inspector
- Patricia McCarron - Sally Foster, donzella
- Maxine Audley - Carol
- Glyn Houston - Bailey
- Harry Towb - Harry, segon criminal
- Russell Waters - Manager de Pearce & Mann
- Billie Whitelaw - Recepcionista de Pearce & Mann
- Fred Griffiths - Taxista
- Esma Cannon - Netejadora amb escala